# Sylvia Eder
Sylvia Eder, avstrijska alpska smučarka, * 24. avgust 1965, Leogang.
Nastopila je na štirih olimpijskih igrah, najboljšo uvrstitev je dosegla leta 1992 z devetim mestom v veleslalomu. Na svetovnih prvenstvih je nastopila petkrat in osvojila srebrne medalji v kombinaciji v letih 1985 in 1987 ter v superveleslalomu leta 1993. V svetovnem pokalu je tekmovala petnajst sezon med letoma 1981 in 1995 ter dosegla dve zmagi in še devet uvrstitev na stopničke. V skupnem seštevku svetovnega pokala je bila najvišje na šestnajstem mestu leta 1993, leta 1988 je bila druga v superveleslalomskem seštevku.
Tudi njena sestra Elfi Eder je bila alpska smučarka in udeleženka olimpijskih iger.